# Chile en los Juegos Olímpicos de Albertville 1992
Chile estuvo representado en los Juegos Olímpicos de Albertville 1992 por un total de 5 deportistas (masculinos) que compitieron en esquí alpino.
El equipo olímpico chileno no obtuvo ninguna medalla en estos Juegos.

## Esquí alpino
Masculino
| Atleta           | Evento            | 1ª manga | 2ª manga | Total      | Total      |
| Atleta           | Evento            | Tiempo   | Tiempo   | Tiempo     | Posición   |
| ---------------- | ----------------- | -------- | -------- | ---------- | ---------- |
| Nils Linneberg   | Descenso          | —        | —        | No terminó | No terminó |
| Joaquín Oyarzún  | Kilómetro lanzado | —        | —        | No terminó | No terminó |
| Diego Margozzini | Eslalon gigante   | 1:17,43  | 1:15,89  | 2:33,32    | 55         |
| Paulo Oppliger   | Descenso          | —        | —        | 1:56,30    | 35         |
| Paulo Oppliger   | Super gigante     | —        | —        | 1:16,81    | 32         |
| Alexis Racloz    | Descenso          | —        | —        | 2:05,61    | 40         |
| Alexis Racloz    | Eslalon gigante   | 1:16,50  | 1:12,77  | 2:29,27    | 49         |
| Alexis Racloz    | Super gigante     | —        | —        | 1:23,26    | 64         |
| Mauricio Rotella | Eslalon gigante   | 1:15,92  | 1:14,52  | 2:30,44    | 51         |
| Mauricio Rotella | Super gigante     | —        | —        | 1:22,30    | 59         |

| Atleta           | Evento    | Descenso | Eslalon       | Eslalon   | Total     | Total     |
| Atleta           | Evento    | Tiempo   | Tiempo 1      | Tiempo 2  | Puntos    | Posición  |
| ---------------- | --------- | -------- | ------------- | --------- | --------- | --------- |
| Mauricio Rotella | Combinada | 1:54,88  | No terminó    | No avanzó | No avanzó | No avanzó |
| Alexis Racloz    | Combinada | 1:54,02  | 1:03,49       | 1:02,91   | 235,31    | 34        |
| Paulo Oppliger   | Combinada | 1:47,74  | Descalificado | No avanzó | No avanzó | No avanzó |